# Fallou Diagne
Serigne Fallou Diagne (* 14. August 1989 in Dakar) ist ein senegalesisch-französischer Fußballspieler.

## Karriere

### Verein
Der Innenverteidiger begann seine Karriere bei AS Génération Foot und wechselte im Sommer 2006 zum französischen Verein FC Metz. Zur Saison 2008/09 wurde er von Yvon Pouliquen in den Ligue-2-Kader befördert und gab am 16. Januar 2009 sein Profidebüt im Auswärtsspiel gegen FC Tours, auf das 55 weitere Spiele folgten, in denen Diagne drei Treffer erzielte. Am 6. Januar 2012 wechselte er zum deutschen Fußball-Bundesligisten SC Freiburg und unterzeichnete einen Vertrag bis Sommer 2016. Dort war er von Anfang an Stammspieler und trug zum fünften Platz des SC Freiburg in der Saison 2012/13 bei. In der Spielzeit 2013/14 sorgte er für Aufsehen, als er in zwei aufeinander folgenden Spielen in der Bundesliga und der Europa League wegen Notbremsen die rote Karte sah. Am 26. August 2014 unterschrieb Diagne einen Dreijahresvertrag bei Stade Rennes.
Zur Saison 2016/17 kehrte Diagne mit dem Wechsel zu Werder Bremen in die deutsche Fußball-Bundesliga zurück. Für die Bremer absolvierte er jedoch nur zwei Bundesligaspiele unter Viktor Skripnik als Trainer. Nach Skripniks Entlassung spielte Diagne unter dessen Nachfolger Alexander Nouri keine Rolle mehr. Im Oktober wurde er in die zweite Mannschaft versetzt, für die er dreimal in der 3. Liga spielte.
Am 10. Januar 2017 kehrte Diagne für eineinhalb Jahre auf Leihbasis zum FC Metz zurück. Er kam in 41 Ligaspielen zum Einsatz und erzielte einen Treffer. Am Ende der Saison 2017/18 stieg er mit dem FC Metz in die Ligue 2 ab.
Im Juli 2018 kehrte Diagne nicht zu Werder Bremen zurück, sondern wurde freigestellt, um sich einen neuen Verein zu suchen. Anfang August 2018 wechselte er zum türkischen Erstligisten Konyaspor, wo sein Vertrag nach Ende der Saison 19/20 nicht verlängert wurde. 
Dann war Diagne ein Jahr vereinslos und schloss sich im Sommer 2021 KS Vllaznia Shkodra aus der albanischen Ersten Liga an. Dort gewann er mit dem nationalen Pokal auch seinen ersten Titel der Karriere. Die Saison 2022/23 verbrachte er dann in der Indian Super League beim Chennaiyin FC. Auch hier war nach zwölf Monaten wieder Schluss.
Zur Saison 2023/24 schloss er sich dem nepalesischen Klub Dhangadhi FC an.

### Nationalmannschaft
Von 2016 bis 2018 absolvierte Diagne vier Partien für die senegalesische A-Nationalmannschaft. Neben drei Testspielen stand der Verteidiger noch am 3. September 2016 in der Afrika Cup-Qualifikation gegen Namibia (2:0) auf dem Platz.

## Erfolge
- Albanischer Pokalsieger: 2022